# 사우스 오브 노웨어
사우스 오브 노웨어(South of Nowhere)는 The N에서 2005년 11월 4일부터 2008년 12월 12일까지 방영한 드라마이다.

## 캐스트
- 개브리엘 크리스천 - Spencer Carlin
- 맨디 머스그레이브 - Ashley Davies
- 맷 코언 - Aiden Dennison
- 크리스 헌터 - Glen Carlin
- 단소 고든 - Clay Carlin
- 롭 모런 - Arthur Carlin
- 매브 퀸란 - Paula Carlin
- 오스틴 패로스 - Sean Miller
- 발레리 오티즈 - Madison Duarte
- 아샤 데이비스 - Chelsea Lewis
- 에일린 에이프릴 보일런 - Kyla Woods